# Nationalbibliothek von Jemen
Die Nationalbibliothek von Jemen (arabisch المكتبة الوطنية اليمنية, DMG al-Maktaba al-waṭaniyya al-yamaniyya) ist die Nationalbibliothek des Jemen. Sie liegt in Sanaa in der Nähe des Al-Tahrir-Platzes und des Militärmuseums. Sie verfügt über eine große Sammlung an Büchern auf Arabisch, Französisch und Englisch.